# Förskolan Paletten

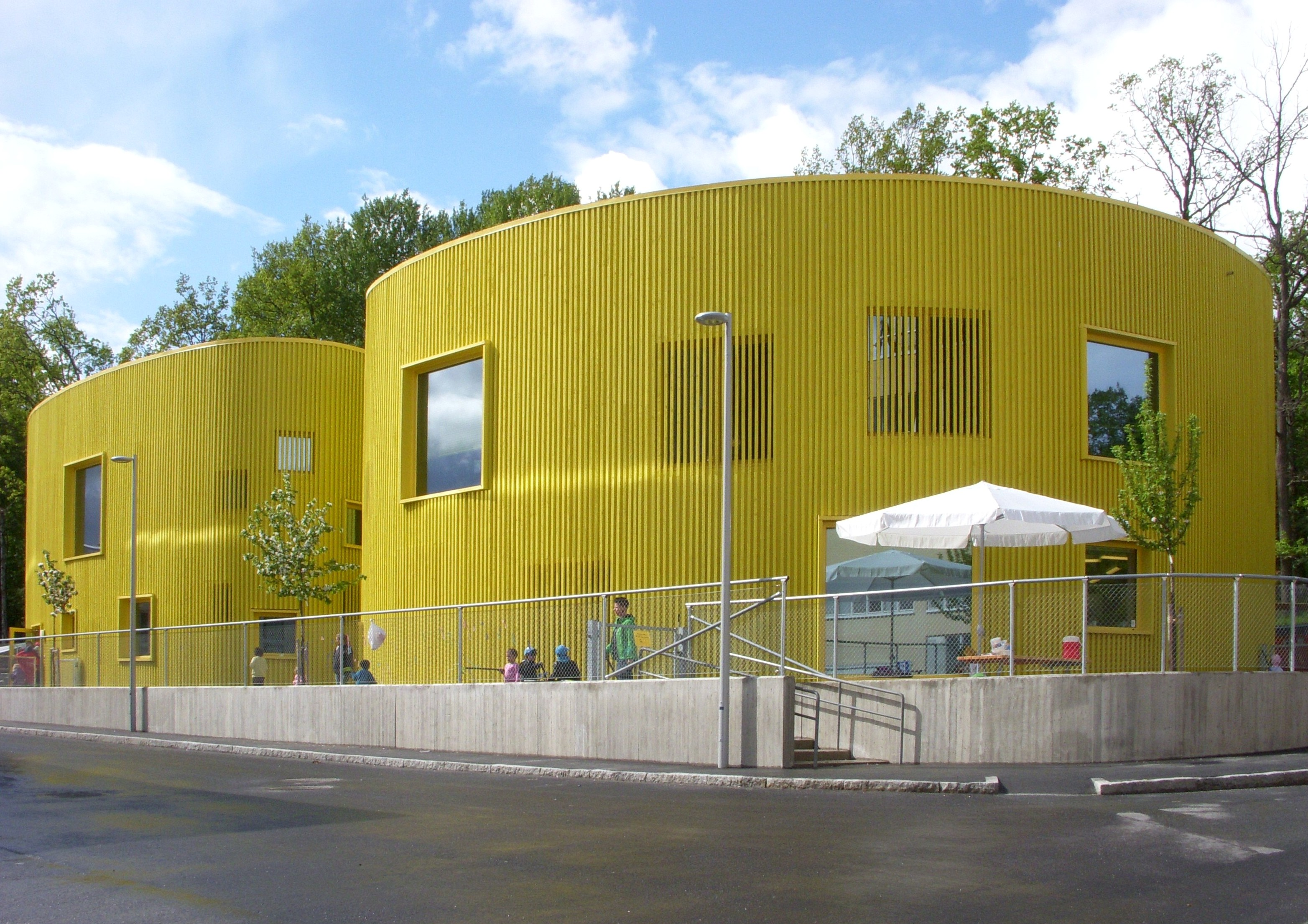
Förskolan Paletten i maj 2011.

Förskolan Paletten är en förskola vid Huvudfabriksgatan 18-20 intill området för LM Ericssons gamla telefonfabrik i Midsommarkransen, södra Stockholm. Paletten har byggts med inspiration av Reggio Emilia-pedagogiken. Arkitekt var Tham & Videgård Arkitekter och byggherren är Vasakronan. Förskolan Paletten var en av fem finalister för Årets Stockholmsbyggnad 2011.

## Byggnad
Förskolan ligger i ett område norr om gamla huvudfabriken för LM Ericsson. En detaljplan från år 2005 skulle möjliggöra uppförandet av tre flerbostadshus med 110 lägenheter samt ny användning av två före detta industrilokaler.
Norr om gamla “snickeriet” intill skogsbrynet byggdes 2009 förskolan Paletten. Namnet härrör från husets grundplan som påminner i sin yttre kontur om en målarpalett. Det är en tvåvåningsbyggnad med organiskt svängda fasader klädda med gulmålad panel bestående av 50x50 mm sågade träreglar. Fönstren har olika storlek och är fritt placerade både i höjdled och sidled, några ligger delvis avskärmade bakom den yttre panelen. Varje våningsplan ger plats åt tre barngrupper med gemensamma ytor, matrum och var sitt avskilda klassrum. Totalt finns plats för sex barngrupper. Mot väst ansluter en stor utvändig lekyta. Projektet har genomförts i samarbete mellan Vasakronan AB, Hägersten-Liljeholmens stadsdelsförvaltning, Stockholms stad, Tham & Videgård Arkitekter, Nyréns arkitektkontor och Projektledarhuset i Stockholm AB.

## Bilder

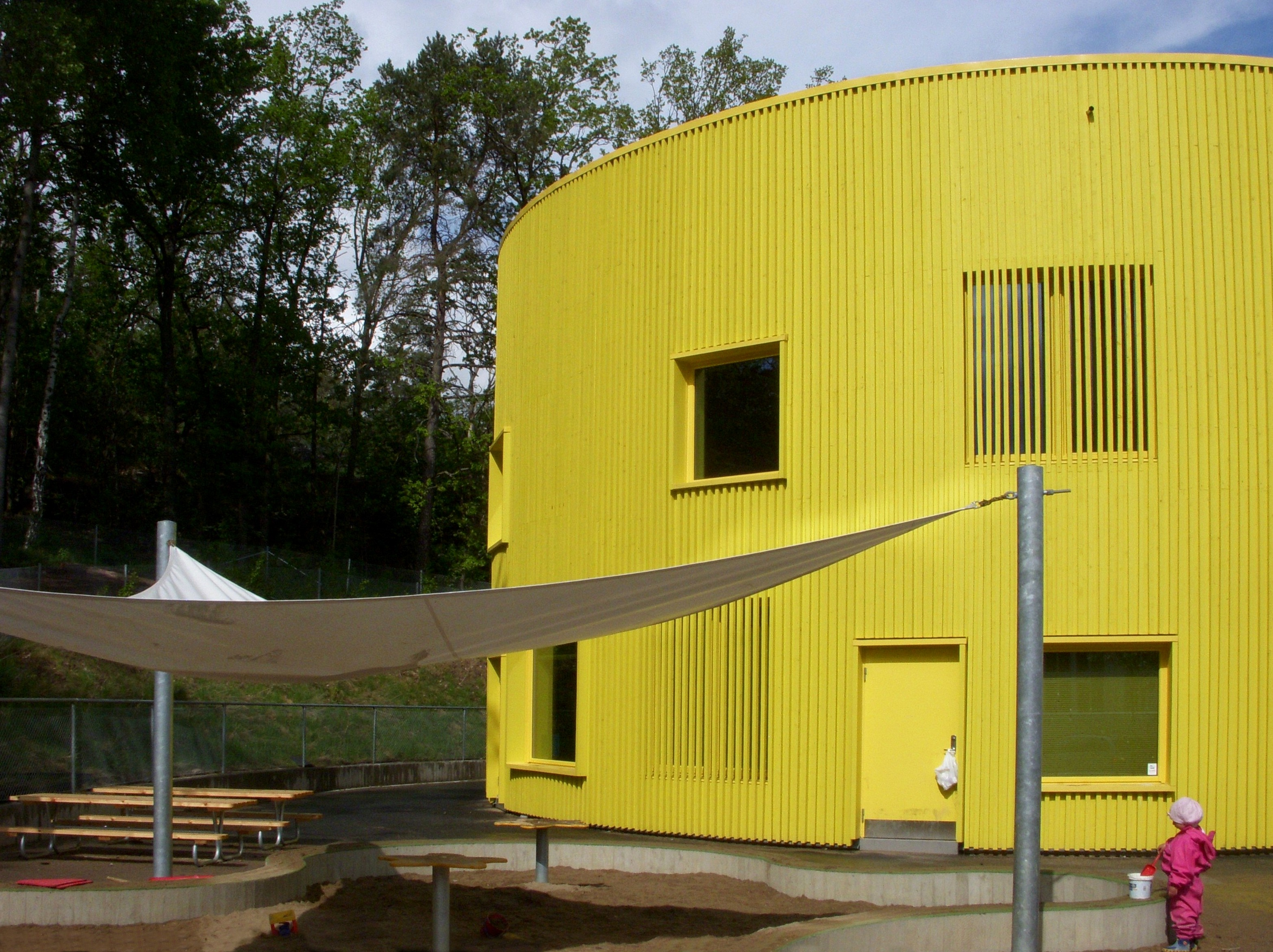
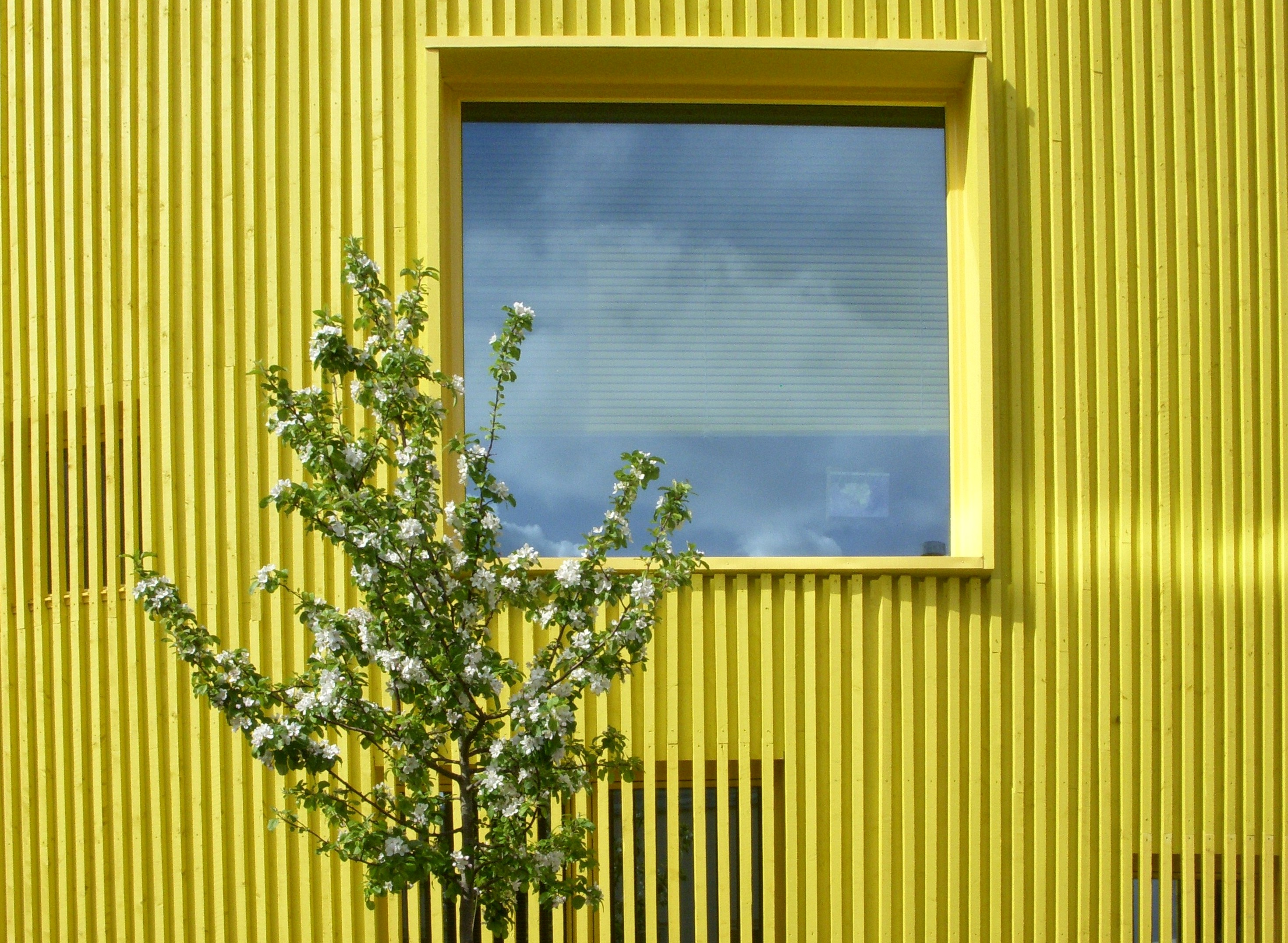
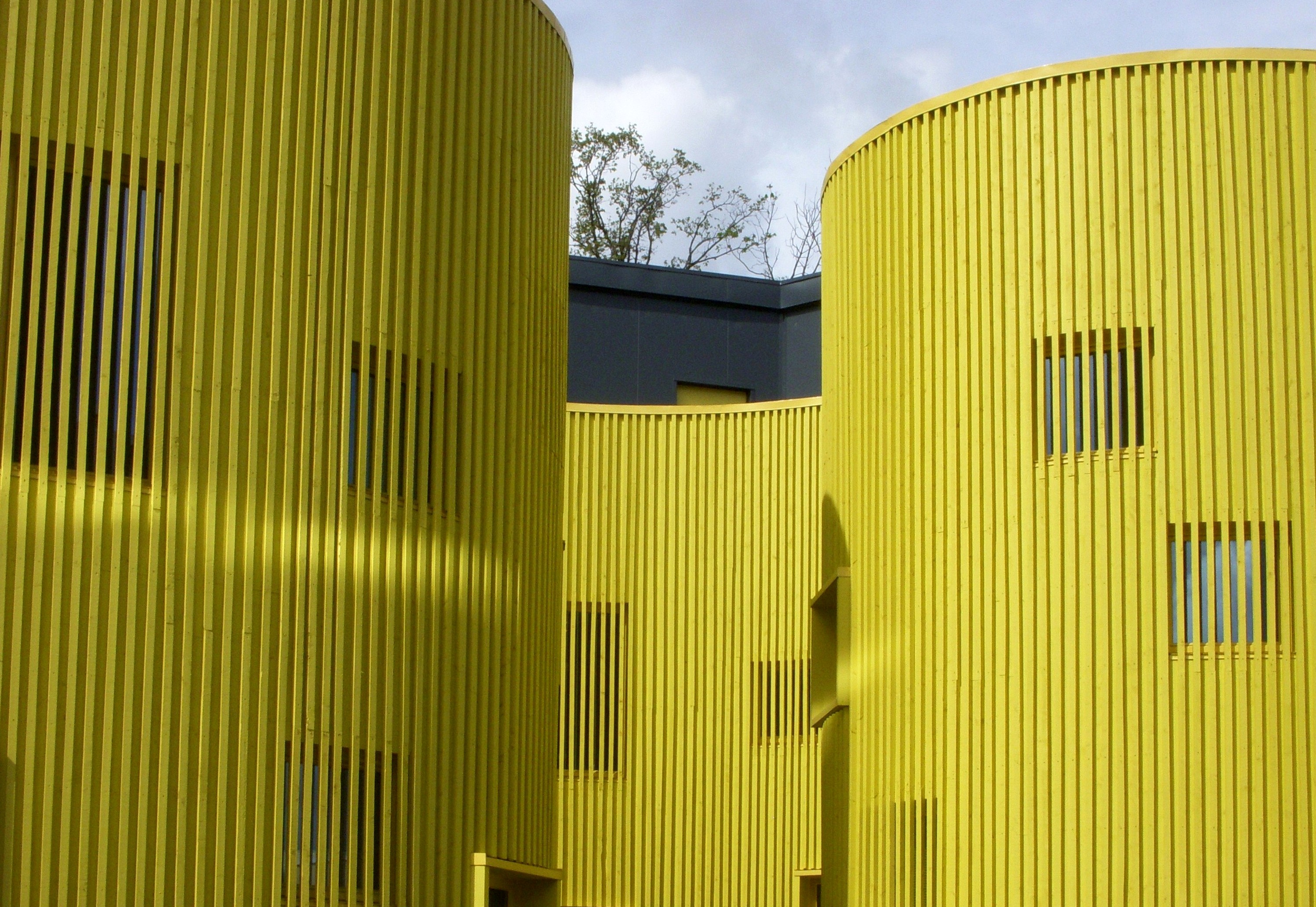
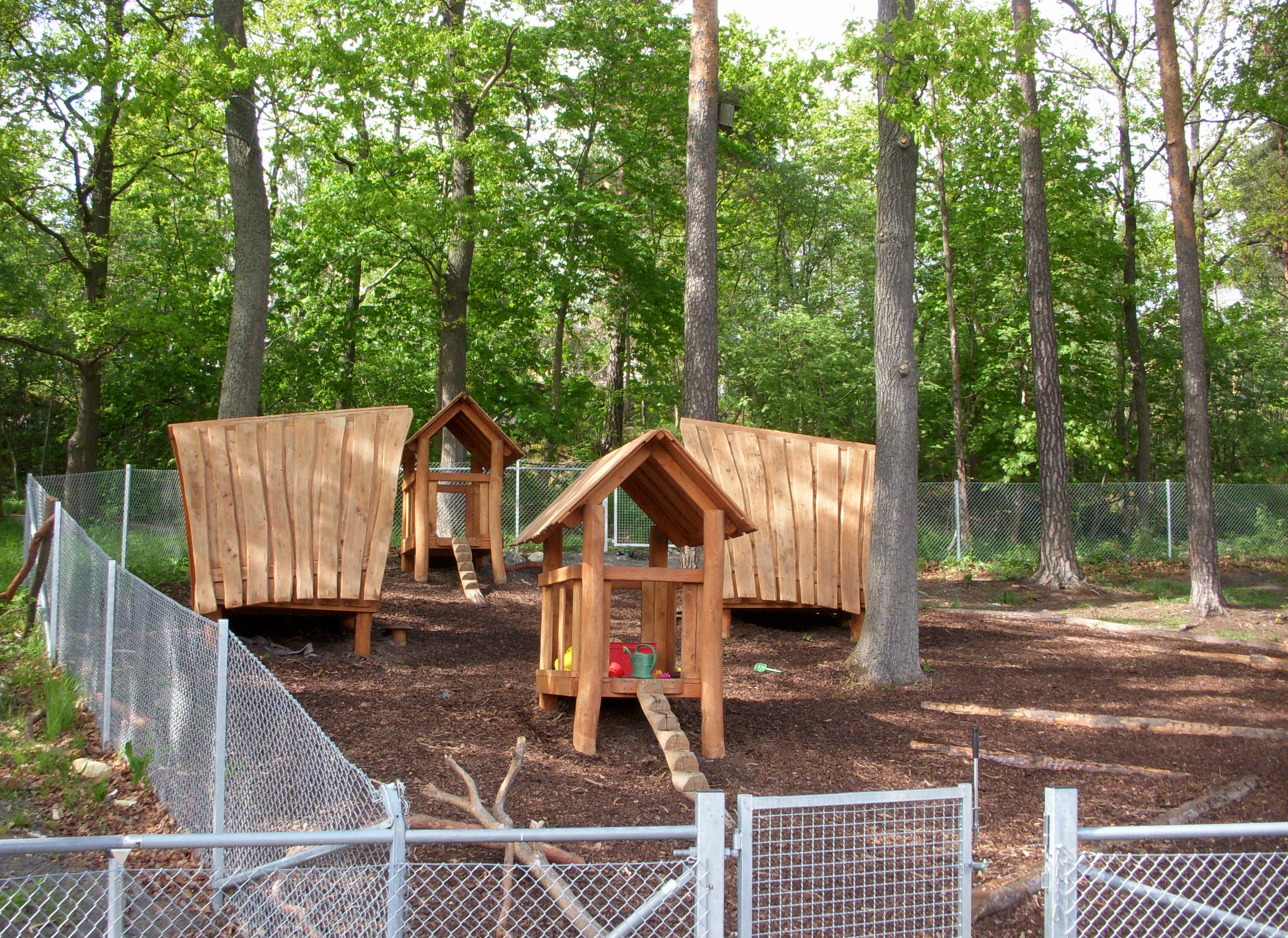